# Nina Frick Asenjo
Nina Frick Asenjo de Carvallo (Valdivia, 19 de noviembre de 1884-Santiago, noviembre de 1963), fue una pianista y compositora chilena, una de las más destacadas artistas de la ciudad de Valdivia.

## Su familia
Bautizada con el nombre de Guillermina Isabel, nació en el seno de una de las familias más renombradas de Valdivia; era hija legítima de Guillermo Frick Asenjo y de Ubaldina Asenjo Agüero. Por parte de su progenitor, provenía de una estirpe de talentosos pianistas y compositores; el abuelo, don Guillermo Frick Eltze, fue uno de los colonos alemanes que más se destacó en el aporte intelectual al sur de Chile. Por el lado materno, Nina estaba vinculada a los linajes patricios de la antigua "plaza y presidio de Santa María la Blanca".

## Abrazando la vocación artística
Nina inició su aprendizaje teórico y práctico en la disciplina pianística cuando contaba con apenas dos años de edad. Las clases eran dirigidas por su propio padre, quien había escrito varias obras para ese instrumento.
Las aptitudes innatas de la pequeña eran sorprendentes, a juicio de su padre, el que se dedicó a plasmar los constantes progresos de la niña en unas memorias. Cada vez que oía interpretar alguna melodía, no importando si ésta fuera sencilla o complicada, la precoz artista era capaz de ejecutar las mismas notas que escuchara con anterioridad.

## Un viajero alemán convertido en fugaz mecenas
En 1889 se hallaba de paso por la ciudad de Valdivia el maestro Alberto Friedenthal, un músico alemán de cierto prestigio y nombradía. Tuvo noticia de las excepcionales dotes de Nina Frick, por lo cual solicitó al padre de ésta organizar una audición, con el objeto de apreciar el mérito de la niña.
El día de la audición, Nina tocó algunas obras de Mozart interpretadas en tres tonalidades distintas, y también una obra propia, muy agradable e inédita. Friedenthal se mostró admirado, y pidió a los padres de la pequeña presentarla en el Gran Concierto Extraordinario que aquel ofrecería en el Teatro Municipal de Santiago.

## Su estreno
Después de haber realizado una travesía entre los puertos de Corral y de Valparaíso, Nina llegó a Santiago de Chile en compañía de su padre y de Friedenthal. Rápidamente se hicieron los preparativos para el debut oficial de la niña.
El 30 de agosto de 1889, jornada memorable para Nina, el Teatro Municipal estaba atestado de amantes de las bellas artes. Allí se dieron cita figuras chilenas de primera magnitud, tales como Elena Zubicueta, Emilio Cocq y Enrique Arnoldson, entre otras.
Llegó el turno de Nina, quien interpretó dos piezas, L'ange d'amour y Das Alpenhorn, esta última a cuatro manos, junto a su padre. No bien había concluido su presentación, el público asistente se incorporó y ovacionó a la novel artista. Fue tal el estruendo de los aplausos, que Nina se vio obligada a tocar nuevamente, pero ahora un vals compuesto por ella misma. Friedenthal subió al escenario y coronó con laureles a la vitoreada pianista.
Al día siguiente, 31 de agosto de 1889, Nina hizo una actuación en Valparaíso, que estaba considerada dentro del Gran Concierto Extraordinario. Por esos días, la prensa de Santiago incluía comentarios elogiosos respecto de su técnica pianística. Las aclamaciones se repitieron, y no cesó la niña de recibir homenajes y obsequios.
Alberto Friedenthal, satisfecho de su pupila, rogó a los padres de Nina le permitieran llevarla a Alemania, pero ellos se negaron argumentando la corta edad de la doncella y el peligro que significaba aventurarse por los mares del sur. De esta forma, la futura compositora debió desarrollar su talento en Valdivia.

## Su vida artística
Como aconteció con otros ciudadanos valdivianos, Nina prefirió quedarse en su tierra natal antes que abandonarla por una existencia posiblemente más promisoria en la capital chilena. Al alero de su nueva maestra, María Pfaetterer-Hellstern, continuó su etapa de aprendizaje musical y pasó a la de perfeccionamiento. Compuso más de cincuenta obras, entre las que se destacan la obertura La Alborada y su Marcha fúnebre.

## Su muerte
Nina Frick fue una mujer muy querida por sus amistades y por la gente de Valdivia. A sus funerales asistió la banda del regimiento Caupolicán, al cual ella dedicó tres himnos alegóricos. La procesión mortuoria estuvo acompañada con el tercer movimiento de la Sonata para piano en si bemol menor N.º 3, op. 58, de Chopin, célebre por su título: Marcha fúnebre.
Había contraído matrimonio en Valdivia, el 30 de julio de 1910, con su pariente César Carvallo Asenjo, con quien tuvo seis hijos.